# Puto decorosus
Puto decorosus är en insektsart som beskrevs av Mckenzie 1967. Puto decorosus ingår i släktet Puto och familjen ullsköldlöss. Inga underarter finns listade i Catalogue of Life.